# St. Bernhard-Hospital Brake
Das St. Bernhard-Hospital Brake ist eine Einrichtung der Katholischen Stiftung St. Bernhard-Hospital und dient der medizinischen Versorgung der Bevölkerung vor allem in der Region Brake (an der Unterweser).

## Profil
Das Krankenhaus in Niedersachsen wurde 1880 gegründet. Der Träger ist die gleichnamige 1912 errichtete katholische Stiftung, die nach den Vorschriften des kirchlichen Rechts arbeitet.
Gegenwärtig ist die Klinik eine gemeinnützige GmbH und bietet mit über 100 Betten eine Grundversorgung für die Bevölkerung im Landkreis Wesermarsch. Jährlich werden fast 6.000 Patienten stationär und knapp 14.500 ambulant von mehr als 40 Ärzten und ca. 170 Pflegekräften behandelt (Stand: 13. Dezember 2023).

## Abteilungen
Das St. Bernhard-Hospital Brake umfasst die nachfolgend aufgeführten Medizinischen Kliniken, Kompetenzzentren und Medizinischen Versorgungszentren (Stand: Januar 2025):

### Medizinische Kliniken
Die hier aufgelisteten sieben Abteilungen sind die Fachrichtungen vom St. Bernhard-Hospital Brake (Stand: Januar 2025).
- Allgemein- und Viszeral- und Adipositaschirurgie
- Anästhesiologie und Intensivmedizin
- Belegabteilung Augenheilkunde
- Gastroenterologie und Endoskopie
- Hämatologie und internistische Onkologie
- Kardiologie und Angiologie
- Unfallchirurgie und Orthopädie

### Kompetenzzentren
In den folgenden fünf Kompetenzzentren Brake arbeiten die Ärzte in bestimmten Aufgabenbereichen zusammen (Stand: Januar 2025).
- Adipositas-Zentrum
- Darmzentrum
- Endo-Prothetik-Zentrum
- Hernienzentrum
- Kompetenzzentrum für Gesundheit und Familie

### Medizinische Versorgungszentren
In diesen Zentren erbringen mehrere unter einem Dach zusammenarbeitende Ärzte und Ärztinnen eigenständige medizinische Leistungen, die ambulante und stationäre Versorgungen der Kranken verbinden. Das St. Bernhard-Hospital Brake bietet diese vier Medizinischen Versorgungszentren (Stand: Januar 2025).
- Chirurgie und Unfallchirurgie
- Gastroenterologie
- Hämatologie und internistische Onkologie
- Kardiologie